# Zdzisław Szulc
Zdzisław Szulc (ur. 28 stycznia 1895 w Poznaniu, zm. 29 marca 1959 tamże) – polski znawca i kolekcjoner instrumentów muzycznych, działacz sportowy, tenisista.

## Życiorys
Z zawodu kupiec. W okresie międzywojennym zgromadził bogaty zbiór instrumentów muzycznych ze swoich zagranicznych podróży. Po wojnie część tej kolekcji stała się podstawą działu instrumentów muzycznych Muzeum Wielkopolskiego (potem Narodowego, następnie Muzeum Instrumentów Muzycznych) w Poznaniu. Szulc pełnił tam od 1945 dożywotnio funkcję kustosza. Był również współtwórcą (1953) i wiceprezesem Stowarzyszenia Polskich Artystów Lutników. Na potrzeby Muzeum Wielkopolskiego opracował m.in. Katalog opisowy zbioru instrumentów muzycznych (1938) i Katalog instrumentów muzycznych Muzeum Wielkopolskiego (1949). Ponadto był autorem Słownika lutników polskich (1953).
Szulc pasjonował się również sportem, był jednym z pionierów tenisa w Wielkopolsce i wybitnym działaczem tenisowym. W 1921 został prezesem-założycielem Polskiego Związku Tenisowego. Od 1913 był zawodnikiem Z.T.M.P., od 1914 sekcji tenisowej KS Warty Poznań i od 1923 AZS Poznań. Został odznaczony m.in. Krzyżem Kawalerskim Orderu Odrodzenia Polski, Krzyżem Walecznych, Wielkopolskim Krzyżem Powstańczym.